# Erős Pál (pap)
Erős Pál (Sztropkó, 1733. január 5. – ?) az Erőss család lengyelfalvi ágából származó, betlenfalvi nemesként megerősített székely származású jezsuita rendi pap, kanonok.

## Élete
15 éves korában lépett a jezsuita rendbe. Felsőfokú tanulmányait Grazban és Nagyszombatban végezte. Hét évig az Esterházy grófi család uradalmán volt lelkész. 1771-től Kassán bölcseletet tanított, mald a rend feloszlatása után (1773) világi pap és a szepesi káptalan tagja lett.

## Művei
- D. Ivo oratione panegyrica celebratus. Tyrnaviae, 1762
- Latin beszéde van a Collectio orationum (Lőcse, 1807) c. Csáky Emanuel gróf, szepesi főispán tiszteletére kiadott gyűjteményben.